# György Garics
György Garics est un footballeur autrichien né le 8 mars 1984 à Szombathely en Hongrie. Il joue au poste de défenseur.

## Biographie

### Carrière en sélection
- 40 sélections et 2 buts avec l'équipe d'Autriche depuis 2006.

### Palmarès
- 1 Championnat d'Autriche : 2005 Rapid de Vienne